# 瓦尔特-阿拉基尔
瓦尔特-阿拉基尔（西班牙語：Huarte-Araquil）是西班牙纳瓦拉的一个市镇。总面积38平方公里，总人口785人（2001年），人口密度21人/平方公里。